# Emme Rylan
Emme Marcy Rylan (Providence, Rhode Island; 4 de noviembre de 1980) es una ex actriz estadounidense, conocida por haber interpretado a Lizzie Spaulding en la serie Guiding Light, a Abby Newman en la serie The Young and the Restless y actualmente por interpretar a Lulu Spencer en la serie General Hospital.

## Biografía
Desde el 2007 sale con el actor Don Money, más tarde en el 2013 se comprometieron. El 21 de octubre del 2009 le dieron la bienvenida a su primer hijo Jackson Robert Money. El 3 de noviembre del 2011 le dieron la bienvenida a su segundo hijo, Levi Thomas. El 16 de diciembre del 2016 anunciaron que estaban esperando a su tercer bebé, una niña en el 2017.

## Carrera
El 7 de febrero del 2006 se unió al elenco principal de la serie Guiding Light donde interpretó a Elizabeth Lillian "Lizzie" Spaulding-Lewis, la hija de Phillip Spaulding (Grant Aleksander) y Beth Raines (Beth Chamberlin), hasta el final de la serie el 18 de septiembre del 2009.Previamente Lizzie fue interpretada por las actrices Julie Levine 1990 a 1991, por Hayden Panettiere de 1996 al 2000, por MacKenzie Mauzy del 2000 al 2002, por Allison Hirschlag del 2002 al 2003 y finalmente por Crystal Hunt del 2003 al 2006.
Ese mismo año obtuvo un papel en la película Bring It On: All or Nothing donde interpretó a la ambiciosa porrista Winnie Harper, la nueva capitana de los Piratas y enemiga de Britney Allen (Hayden Panettiere).
El 18 de mayo del 2010 se unió al elenco principal de la serie The Young and the Restless donde interpretó a Abigail "Abby" Newman, hasta el 10 de abril del 2013.  Previamente Abby fue interpretada por las actrices Darcy Rose Byrnes del 2003 al 2008 y por Hayley Erin del 2008 al 2010, actualmente es interpretada por Melissa Ordwayda desde el 2013.
En el 2013 apareció como invitado en la serie CSI: Crime Scene Investigation donde interpretó a Amy Phillips, la esposa del médico forense David Gregory Phillips (David Berman) en el episodio "Dead of the Class".
El 11 de abril del mismo año se unió al elenco principal de la serie General Hospital donde interpreta a Lesley Lu "Lulu" Spencer-Falconeri, la hija de Luke Spencer (Anthony Geary) y Laura Webber-Spencer (Genie Francis), hasta ahora. Previamente Lulu fue interpretada por las actrices Tessa Allen del 2004 al 2005 y por Julie Berman del 2005 al 2013.

## Filmografía

### Series de televisión
| Año             | Título                         | Personaje        | Notas                        |
| --------------- | ------------------------------ | ---------------- | ---------------------------- |
| 2013 - presente | General Hospital               | Lulu Spencer     | 280 episodios                |
| 2010 - 2013     | The Young and the Restless     | Abby Newman      | 229 episodios                |
| 2013            | CSI: Crime Scene Investigation | Amy Phillips     | episodio "Dead of the Class" |
| 2011            | $#*! My Dad Says               | Rebecca          | episodio "Lock and Load"     |
| 2006 - 2009     | Guiding Light                  | Lizzie Spaulding | 392 episodios                |
| 2005            | Drake & Josh                   | Allie            | episodio "We're Married"     |

### Películas
| Año  | Título                      | Personaje     | Notas                                                                                                   |
| ---- | --------------------------- | ------------- | --- |
| 2015 | Shevenge                    | Sam           | junto a Jessica Sherif, Megan Lee Joy, Dove Meir, Eugene Byrd y David Blue                              |
| 2006 | Bring It On: All or Nothing | Winnie Harper | junto a Hayden Panettiere, Jake McDorman, J.J. Wright, Cindy Chiu, Danielle Savre y Jessica Nicole Fife |

### Productora
| Año  | Título   | Notas |
| ---- | -------- | ----- |
| 2015 | Shevenge | corto |

### Apariciones
| Año  | Programa              | Notas                    |
| ---- | --------------------- | ------------------------ |
| 2007 | Entertainment Tonight | episodio del 19 de junio |

## Premios y nominaciones
| Año  | Categoría    | Premio                         | Película | Resultado |
| ---- | ------------ | ------------------------------ | -------- | --------- |
| 2015 | Best Actress | River Bend Film Festival Award | Shevenge | Ganó      |